# 바이코어
바이코어(Vycor)는 코닝사의 고실리카, 고온 유리의 브랜드 이름이다. 매우 높은 열쇼크 저항을 제공한다. 바이코어는 약 96%가 이산화 규소, 4%가 3산화붕소이지만 순수 석영유리와 달리 다양한 모양으로 쉽게 제조가 가능하다.
바이코어는 매우 낮은 열확장계수를 보이는데, 파이렉스 대비 1/4 수준이다. 이러한 특성은 도량역학 기구라든지, 열쇼크부하를 견뎌야 하는 제품 등 매우 고차원의 안정성을 요하는 분야에 적합하다.